# E3 Harelbeke de 2018
A 61.ª edição da clássica ciclista E3 Harelbeke (chamado oficialmente: Record Bank E3 Harelbeke) foi uma corrida na Bélgica que se celebrou a 23 de março de 2018 sobre um percurso de 206,5 quilómetros com início e final na cidade de Harelbeke.
A corrida faz parte do UCI World Tour 2018, sendo a décima competição do calendário de ciclismo de classe mundial.
A corrida foi vencida pelo corredor holandês Niki Terpstra da equipe Quick-Step Floors, em segundo lugar Philippe Gilbert (Quick-Step Floors) e em terceiro lugar Greg Van Avermaet (BMC).

## Percurso
O E3 Harelbeke teve uma rota total de 206,5 quilômetros com 15 montanhas, o mesmo que na edição anterior, no entanto, mantendo a mesma rota, onde os primeiros 100 km não têm muita dificuldade exceto dois pontos nos 28 e 91,2 quilômetros da prova. Os últimos 106 km concentraram 13 subidas, onde se destacaram o Taaienberg, o Paterberg com sua inclinação de 12% e 20 de máximo e o Oude Kwaremont com seus 2200 metros de pavé e uma inclinação média de 4,2%.
| Número | Nome                | Km    | Cumprimento (m) | Pendente média |
| ------ | ------------------- | ----- | --------------- | -------------- |
| 1      | Wolvenberg          | 27,9  | 666             | 6,8 %          |
| 2      | La Houppe           | 91,2  | 3440            | 3,3 %          |
| 3      | Broeke              | 107,6 | 1400            | 4 %            |
| 4      | Knokteberg          | 117,7 | 1530            | 5,3 %          |
| 5      | Hotondberg          | 121,6 | 1200            | 4 %            |
| 6      | Kortekeer           | 128,7 | 1000            | 6,4 %          |
| 7      | Taaienberg          | 133,7 | 650             | 9,5 %          |
| 8      | Boigneberg          | 140   | 2180            | 5,8 %          |
| 9      | Eikenberg           | 144,5 | 1200            | 5,5 %          |
| 10     | Stationberg         | 149,9 | 460             | 3,2 %          |
| 11     | Kapelberg           | 159,9 | 900             | 4 %            |
| 12     | Paterberg           | 164,8 | 700             | 12 %           |
| 13     | Oude Kwaremont      | 167,6 | 2200            | 4,2 %          |
| 14     | Karnemelkbeekstraat | 175,4 | 1530            | 4,9 %          |
| 15     | Tiegemberg          | 186,5 | 1000            | 6,5 %          |

## Equipas participantes
Tomaram parte na corrida 25 equipas: 18 de categoria UCI World Tour de 2018 convidados pela organização; 7 de categoria Profissional Continental. Formando assim um pelotão de 175 ciclistas dos que acabaram 95. As equipas participantes foram:
| Equipes WorldTeam (18)- BMC Racing Team - Bora-Hansgrohe - AG2R La Mondiale - Quick-Step Floors - Lotto Soudal - Astana - Bahrain-Merida - Groupama-FDJ - Mitchelton-Scott - Movistar Team - Dimension Data - EF Education First-Drapac p/b Cannondale - Katusha-Alpecin - Lotto NL-Jumbo - Sky - Team Sunweb - Trek-Segafredo - UAE Team Emirates Equipes profissionais Continentais (7)- Sport Vlaanderen-Baloise - Wanty-Groupe Gobert - Vérandas Willems-Crelan - WB-Aqua Protect-Veranclassic - Direct Énergie - Roompot-Nederlandse Loterij - Vital Concept |
| |

## Classificações finais
- As classificações finalizaram da seguinte forma:[5]

### Classificação geral
| \| Classificação geral \| Classificação geral \| Classificação geral \| Classificação geral \| Classificação geral \| \| Ciclista \| Ciclista \| Equipe \| Tempo \| \| \| ------------------- \| ------------------- \| ------------------------- \| ------------------- \| ------------------- \| \| 1. \| Niki Terpstra \| Quick-Step Floors \| 5h03m34s \| \| \| 2. \| Philippe Gilbert \| Quick-Step Floors \| + 20s \| \| \| 3. \| Greg Van Avermaet \| BMC Racing Team \| + 20s \| \| \| 4. \| Oliver Naesen \| AG2R La Mondiale \| + 20s \| \| \| 5. \| Tiesj Benoot \| Lotto-Soudal \| + 20s \| \| \| 6. \| Jasper Stuyven \| Trek-Segafredo \| + 20s \| \| \| 7. \| Sep Vanmarcke \| EF Education First-Drapac \| + 20s \| \| \| 8. \| Gianni Moscon \| Team Sky \| + 20s \| \| \| 9. \| Zdeněk Štybar \| Quick-Step Floors \| + 20s \| \| \| 10. \| Stefan Küng \| BMC Racing Team \| + 20s \| \| \| 11. \| Matteo Trentin \| Mitchelton-Scott \| + 20s \| \| \| 12. \| Jürgen Roelandts \| BMC Racing Team \| + 27s \| \| \| 13. \| Michael Matthews \| Team Sunweb \| + 2m52s \| \| \| 14. \| Michael Valgren \| Astana \| + 2m52s \| \| \| 15. \| Frederik Backaert \| Wanty-Groupe Gobert \| + 2m52s \| \| \| 16. \| Florian Sénéchal \| Quick-Step Floors \| + 2m57s \| \| \| 17. \| Yves Lampaert \| Quick-Step Floors \| + 3m00s \| \| \| 18. \| Luka Mezgec \| Mitchelton-Scott \| + 3m19s \| \| \| 19. \| Heinrich Haussler \| Bahrain-Merida \| + 3m19s \| \| \| 20. \| Jean-Pierre Drucker \| BMC Racing Team \| + 3m19s \| \| |                     |                           |          |
| |                     |                           |          |
| Fonte: ProCyclingStats |                     |                           |          |
| Classificação geral |                     |                           |          |
| Ciclista | Ciclista            | Equipe                    | Tempo    |
| 1. | Niki Terpstra       | Quick-Step Floors         | 5h03m34s |
| 2. | Philippe Gilbert    | Quick-Step Floors         | + 20s    |
| 3. | Greg Van Avermaet   | BMC Racing Team           | + 20s    |
| 4. | Oliver Naesen       | AG2R La Mondiale          | + 20s    |
| 5. | Tiesj Benoot        | Lotto-Soudal              | + 20s    |
| 6. | Jasper Stuyven      | Trek-Segafredo            | + 20s    |
| 7. | Sep Vanmarcke       | EF Education First-Drapac | + 20s    |
| 8. | Gianni Moscon       | Team Sky                  | + 20s    |
| 9. | Zdeněk Štybar       | Quick-Step Floors         | + 20s    |
| 10. | Stefan Küng         | BMC Racing Team           | + 20s    |
| 11. | Matteo Trentin      | Mitchelton-Scott          | + 20s    |
| 12. | Jürgen Roelandts    | BMC Racing Team           | + 27s    |
| 13. | Michael Matthews    | Team Sunweb               | + 2m52s  |
| 14. | Michael Valgren     | Astana                    | + 2m52s  |
| 15. | Frederik Backaert   | Wanty-Groupe Gobert       | + 2m52s  |
| 16. | Florian Sénéchal    | Quick-Step Floors         | + 2m57s  |
| 17. | Yves Lampaert       | Quick-Step Floors         | + 3m00s  |
| 18. | Luka Mezgec         | Mitchelton-Scott          | + 3m19s  |
| 19. | Heinrich Haussler   | Bahrain-Merida            | + 3m19s  |
| 20. | Jean-Pierre Drucker | BMC Racing Team           | + 3m19s  |

## UCI World Ranking
A E3 Harelbeke outorga pontos para o UCI World Tour de 2018 e o UCI World Ranking, este último para corredores das equipas nas categorias UCI WorldTeam, Profissional Continental e Equipas Continentais. As seguintes tabelas mostram o barómetro de pontuação e os 10 corredores que obtiveram mais pontos:
| Posição             | 1.ª | 2.ª | 3.ª | 4.ª | 5.ª | 6.ª | 7.ª | 8.ª | 9.ª | 10.ª |
| Classificação geral | 400 | 320 | 260 | 220 | 180 | 140 | 120 | 100 | 80  | 68   |

| 1.º  | Niki Terpstra     | Quick-Step Floors         | 400 |
| 2.º  | Philippe Gilbert  | Quick-Step Floors         | 320 |
| 3.º  | Greg Van Avermaet | BMC Racing                | 260 |
| 4.º  | Oliver Naesen     | Ag2r La Mondiale          | 220 |
| 5.º  | Tiesj Benoot      | Lotto Soudal              | 180 |
| 6.º  | Jasper Stuyven    | Trek-Segafredo            | 140 |
| 7.º  | Sep Vanmarcke     | EF Education First-Drapac | 120 |
| 8.º  | Gianni Moscon     | Sky                       | 100 |
| 9.º  | Zdeněk Štybar     | Quick-Step Floors         | 80  |
| 10.º | Stefan Küng       | BMC Racing                | 68  |